# 오카리나
오카리나(ocarina)는 19세기 후반 이탈리아의 주세페 도나티(Giuseppe Donati)가 고안한 악기로 리코더와 같은 발음원리를 가진 흙으로 구워 만든 구적(鳩笛)이다. "오카리나"라는 말은 작은 거위를 뜻하며 형상은 이름대로 새를 닮았다. 돌출부가 있는 특수한 타구체를 하고 있다. 
8-10개의 지공(指孔)이 있으며 낮은 라~높은 파 음역대를 갖는다. 길이 10cm에서 20cm 정도의 여러 종류가 있다. 취입된 공기가 나오는 구멍은 지공 이외에는 없으며 폐관(閉管)이므로 특유 음빛깔을 갖고 있다. 같은 종류의 토적(土笛), 구적(鳩笛)은 아시아, 아프리카, 중남미 등 각지에서 옛날부터 전해지고 있다. 소박한 음빛깔이나 형상이 애호되어 유럽은 물론 동양에도 많이 보급되었다.

## 종류
- 일반 오카리나
- 더블 오카리나(2관 오카리나)
- 트리플 오카리나(3관 오카리나)
- 쿼드러플 오카리나(4관 오카리나)

오카리나의 특성상 옥타브키 등을 추가할 수 없어 음역대가 지나치게 좁다는 단점이 있다. 이를 극복하고자, 한 악기 안에 아예 두 대 이상의 오카리나를 합쳐놓은 악기들이 있으며, 연주시에는 빠른 속도로 여러개의 운지구멍 사이를 손으로 오가며 연주함으로 넓은 음역을 커버할 수 있게 된다. 신제품인 쿼트러플 오카리나가 구글 모 사이트에서 100만원 정도로 팔리는 것이 관찰되었으며, 대략 3옥타브+ 2음 정도의 음역을 가진다고 설명되어있다.